# Bekapaika
Bekapaika est une commune urbaine malgache située dans la partie sud-est de la région de Betsiboka.